# László György (újságíró)
László György (Budapest, 1931. május 11. – Nagykovácsi, 2011. január 14.) magyar újságíró, főiskolai tanár.

## Élete
László István és Friedmann Borbála gyermekeként született.
Egyetemi tanulmányait az ELTE BTK magyar-történelem szakán végezte el.
Segédmunkás, villanyszerelő, textiltechnikus volt kezdetben. 1961-1994 között a Magyar Rádióban turnusvezető, rovatvezető, a szórakoztató osztály vezetője, majd a sport- és szórakoztató főosztály vezető helyettese, vezetője, megbízott főszerkesztője volt. 1994-1995 között a Magyar Televízió szórakoztató műsorok stúdiójának vezetője volt. 8 évig a Tömegkommunikációs Kutatóközpont tudományos munkatársa volt. A Kereskedelmi- és Vendéglátóipari Főiskolán oktatott.
2011. január 14-én hunyt el Nagykovácsin.

## Magánélete
1955-ben házasságot kötött Hedvig Zsuzsával. Egy fiuk született László György István (1971).

## Művei

### Rádióműsorok
- Emlékezés József Attilára
- Rekviem 50 millióért
- Szép volt, fiúk!

### Portréműsorok
- Domján Edit
- Mezey Mária
- Latinovits Zoltán
- Timár József
- Básti Lajos
- Ruttkai Éva
- Bilicsi Tivadar
- Pécsi Sándor

### Filmek
- ...és Mészöly Kálmán a kapitány
- Ünnepeltek

### Könyvek
- Kérész Gyula–László György: A hallgatók művészi ízlése a közvéleménykutatás tükrében; Magyar Rádió és Televízió, Bp., 1967 (Rádió szakkönyvtár)
- Angelusz Róbert–László György: Vizsgálat a televízió híradójáról; TK, Bp., 1969 (Tanulmányok. MRT Tömegkommunikációs Kutatóközpont)
- Göncz Árpád–László György–Wisinger István: Beszélgetések az elnökkel; Pesti Szalon, Bp., 1994
- Az ízlés szociológiája (Kérész Gyulával)
- A János szanatóriumtól az Ér- és Szívsebészeti Klinikáig (1998)
- László György–Wisinger István: Visszanézve. Beszélgetések Göncz Árpáddal; Glória, Bp., 2007
- 39 történet az emberről. László György interjúi; Tudomány, Bp., 2010

## Díjai
- A kritikusok díja
- Pro urbe Hódmezővásárhely
- Ezüstgerely-díj
- Arany Meteor-díj
- Új magyar hangjátékért díj
- Aranytoll (2001)

## Külső hivatkozások
- Terasz.hu Archiválva 2011. október 12-i dátummal a Wayback Machine-ben
- Elhunyt László György Archiválva 2016. március 5-i dátummal a Wayback Machine-ben
- Elhunyt László György Archiválva 2011. január 22-i dátummal a Wayback Machine-ben
- Temetési igehirdetés Archiválva 2016. március 10-i dátummal a Wayback Machine-ben
- László György a PORT.hu-n (magyarul)